# وزارة العلوم والتكنولوجيا (إسرائيل)
وزارة العلوم والتكنولوجيا، وزارة حكومية في إسرائيل، يترأسها وزير العلوم والتكنولوجيا. منذ إنشائها تم تغيير أسمها عدة مرات وشملت في السابق الثقافة والرياضة، التي أصبحت الآن ضمن مسؤوليات وزارة الثقافة والرياضة. في أبريل 2013، أضافت الوزارة «الفضاء» إلى إسمها لتشجيع أبحاث وتكنولوجيا الفضاء وتطوير وكالة الفضاء الإسرائيلية.
الوزارة مسؤولة عن تحديد السياسة الوطنية في القضايا المتعلقة بالعلوم والتكنولوجيا في إسرائيل، وتعزيز البحث العلمي والتكنولوجي والبنية التحتية والمشاريع. بالإضافة إلى ذلك، تعمل السلطة القضائية، تحت ولايتها القضائية، على تنمية رأس المال البشري، وزيادة النشاط الاجتماعي والاقتصادي للمجتمع الإسرائيلي، والحفاظ على تكافؤ الفرص في جميع مجالات العلوم والتكنولوجيا. من بين أهدافها، تشكل الوزارة حلقة وصل بين البحوث الأساسية والبحث التطبيقي والتنمية الصناعية. الهدف الرئيسي الآخر للوزارة هو تقوية التعاون العلمي الدولي مع الدول الأخرى والمنظمات الدولية.

## قوائم الوزراء
| #                                | الوزير               | الحزب السياسي                   | الحكومة              | بداية المنصب         | نهاية المنصب         | الملاحظات                                      |
| وزير العلوم والتنمية             | وزير العلوم والتنمية | وزير العلوم والتنمية            | وزير العلوم والتنمية | وزير العلوم والتنمية | وزير العلوم والتنمية | وزير العلوم والتنمية                           |
| -------------------------------- | -------------------- | ------------------------------- | -------------------- | -------------------- | -------------------- | ---------------------------------------------- |
| 1                                | يوفال نئمان          | ليكود                           | 19                   | 26 يوليو 1982        | 10 أكتوبر 1983       |                                                |
| وزير العلوم والتنمية             |                      |                                 |                      |                      |                      |                                                |
| –                                | يوفال نئمان          | ليكود                           | 20                   | 10 أكتوبر 1983       | 13 سبتمبر 1984       |                                                |
| وزير العلوم والتنمية             |                      |                                 |                      |                      |                      |                                                |
| 2                                | غدعون بات            | ليكود                           | 21، 22               | 13 سبتمبر 1984       | 22 ديسمبر 1988       |                                                |
| وزير العلوم والتكنولوجيا         |                      |                                 |                      |                      |                      |                                                |
| 3                                | عيزر فايتسمان        | معراخ                           | 23                   | 22 ديسمبر 1988       | 15 مارس 1990         |                                                |
| –                                | يوفال نئمان          | ليكود                           | 24                   | 11 يونيو 1990        | 21 يناير 1992        |                                                |
| 4                                | أمنون روبنشتاين      | حزب ميرتس                       | 25                   | 13 يوليو 1992        | 31 ديسمبر 1992       |                                                |
| 5                                | شمعون شتريت          | حزب العمل الإسرائيلي            | 25                   | 13 يوليو 1992        | 7 يونيو 1993         |                                                |
| وزير العلوم والفنون              |                      |                                 |                      |                      |                      |                                                |
| 6                                | شولاميت ألوني        | حزب ميرتس                       | 26, 26               | 7 يونيو 1993         | 18 يونيو 1996        |                                                |
| وزير العلوم                      |                      |                                 |                      |                      |                      |                                                |
| 7                                | بيني بيغن            | ليكود                           | 27                   | 18 يونيو 1996        | 16 يناير 1997        |                                                |
| 8                                | بنيامين نتانياهو     | ليكود                           | 27                   | 18 يونيو 1996        | 9 يوليو 1997         | خدمة رئيس الوزراء                              |
| وزير العلوم والتكنولوجيا         |                      |                                 |                      |                      |                      |                                                |
| 9                                | ميخائيل إيتان        | ليكود                           | 27                   | 9 يوليو 1997         | 13 يوليو 1998        |                                                |
| 10                               | سيلفان شالوم         | ليكود                           | 27                   | 13 يوليو 1998        | 6 يوليو 1999         |                                                |
| وزير العلوم                      |                      |                                 |                      |                      |                      |                                                |
| 11                               | إيهود باراك          | ون إسرائيل                      | 28                   | 6 يوليو 1999         | 5 أغسطس 1999         | وخدم كنائب الوزير أيضا                         |
| وزير العلوم والثقافة والرياضة    |                      |                                 |                      |                      |                      |                                                |
| 12                               | متان فلنائي          | ون إسرائيل حزب العمل الإسرائيلي | 28، 29               | 5 أغسطس 1999         | 2 نوفمبر 2002        |                                                |
| وزير العلوم والتكنولوجيا         |                      |                                 |                      |                      |                      |                                                |
| 13                               | متان فلنائي          | شينوي                           | 30                   | 28 فبراير 2003       | 19 يوليو 2004        |                                                |
| 14                               | اليعازر ساندبرج      | شينوي                           | 30                   | 24 يوليو 2004        | 29 نوفمبر 2004       |                                                |
| 15                               | فيكتور برايلوفسكي    | شينوي                           | 30                   | 29 نوفمبر 2004       | 4 ديسمبر 2004        |                                                |
| –                                | متان فلنائي          | حزب العمل الإسرائيلي            | 30                   | 28 أغسطس 2005        | 23 نوفمبر 2005       | بالنيابة في البداية، عين بشكل دائم في 7 نوفمبر |
| 16                               | روني بار أون         | كاديما                          | 30                   | 18 يناير 2006        | 4 مايو 2006          |                                                |
| وزير العلوم والثقافة والرياضة    |                      |                                 |                      |                      |                      |                                                |
| 17                               | أوفير بينس باز       | حزب العمل الإسرائيلي            | 31                   | 4 مايو 2006          | 1 نوفمبر 2006        |                                                |
| 18                               | يولي تمير            | حزب العمل الإسرائيلي            | 31                   | 5 نوفمبر 2006        | 21 مارس 2007         | القائم بأعمال الوزير                           |
| 19                               | غالب مجادلة          | حزب العمل الإسرائيلي            | 31                   | 21 مارس 2007         | 31 مارس 2009         |                                                |
| وزير العلوم والتكنولوجيا         |                      |                                 |                      |                      |                      |                                                |
| 20                               | دانيال هيرشكوفيتز    | حزب البيت اليهودي               | 32                   | 31 مارس 2009         | 18 مارس 2013         |                                                |
| وزير العلوم والتكنولوجيا والفضاء |                      |                                 |                      |                      |                      |                                                |
| 21                               | يعقوب بيري           | هناك مستقبل                     | 33                   | 18 مارس 2013         | 4 ديسمبر 2014        |                                                |
| 22                               | داني دانون           | ليكود                           | 34                   | 14 مايو 2015         | 27 أغسطس 2015        |                                                |
| 23                               | أوفير أكونيس         | ليكود                           | 34                   | 27 أغسطس 2015        |                      |                                                |

## قوائم نواب الوزراء
| # | الوزير        | الحزب | الحكومة | بداية المنصب   | نهاية المنصب   |
| - | ------------- | ----- | ------- | -------------- | -------------- |
| 1 | جولاه كوهين   | هتحيا | 24      | 25 يونيو 1990  | 31 أكتوبر 1991 |
| 2 | تسيبي هوتوفلي | ليكود | 33      | 29 ديسمبر 2014 | 14 مايو 2015   |

## وصلات خارجية
- الموقع الرسمي لوازرة العلوم والتكنولوجيا.
- قائمة بوزراء العلوم والتكنولوجيا في إسرائيل.